# مراقبة (بحث علمي)

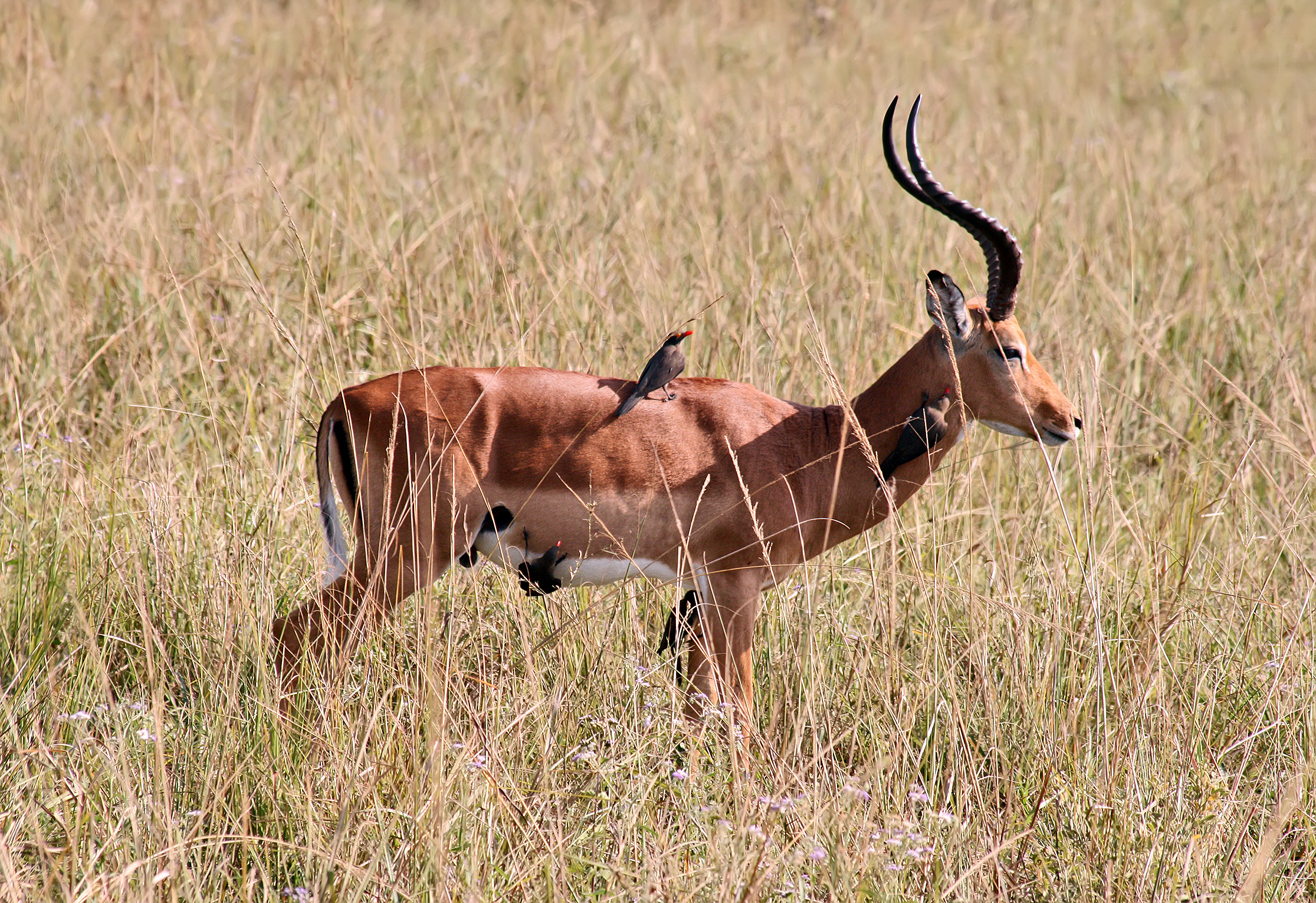

المراقبة (observation) هي متابعة مدركة موجهة لشيء أو ظاهرة أو حدث محدد بانتباه كبير بقصد جمع المعلومات.

## المراقبة الطبيعية مقابل التمثيلية
المراقبة الطبيعية هي وسيلة من وسائل البحث العلمي تهدف إلى فحص موضوع الدراسة بحالته الطبيعية من غير إجراء أي تعديل على الظروف المحيطة.
أما دراسة تمثيلية أو دراسة التماثلية هو نوع من الدراسة في علم النفس الذي يحاول التكرار أو المحاكاة ، تحت ظروف محكومة ، وهو وضع مشابه للحياة الحقيقية .